# Museo de Arte de Baja California Sur
El Museo de Arte de Baja California Sur (MUABCS) es un museo ubicado en la La Paz, Baja California Sur y el primero en el estado que está dedicado a la difusión del arte y la cultura local, nacional e incluso internacional.

## Historia
El recinto fue construido en 1861 como oficinas del gobierno territorial, casa municipal, juzgados, registro civil, una escuela  y la prisión. Posteriormente, en 1963, se derrumbó pues se encontraba en malas condiciones y en 1981, se vuelve a inaugurar una parte del inmueble, pero ahora habilitada como la Biblioteca de las Californias, oficina del cronista estatal, Instituto de la Juventud y Centro de Culturas Populares. No obstante, en 2018 se inició la remodelación para albergar al MUABCS.
El museo se inauguró en noviembre de 2020, exponiendo Paisajes, una colaboración con el Museo de Arte Moderno de la Ciudad de México, la Secretaría de Cultura y el Instituto Nacional de Bellas Artes y Literatura y se dedicará a exhibir arte moderno y arte contemporáneo.

## Salas
El MUABCS cuenta con tres salas de exhibición:
- Arte Moderno
- Arte Contemporáneo
- Sala de Plástica Sudcaliforniana Emergente.